# Confederazione Europea dello Scautismo
La Confédération Européenne de Scoutisme (CES), conosciuta in Italia come Confederazione Europea dello Scautismo, è un'organizzazione scout europea non riconosciuta a livello internazionale (da Wosm o da Wagggs). Fu fondata a Bruxelles in Belgio nel 1978, ed ha sede sempre in Belgio. La CES si richiama alla tradizione dello scautismo europeo e dichiara di rifarsi alla versione più "autentica dello scautismo di Robert Baden-Powell". 
La CES proviene da una spaccatura della "Féderation du Scoutisme Européen" nata nel 1956 a Colonia dalla precedente esperienza degli "Europa Scouts". Infatti molti dei suoi membri iniziali lasciarono la Unione Internazionale delle Guide e Scouts d'Europa - Federazione dello Scautismo Europeo (FSE) in seguito ad una accesa polemica sull'importanza degli elementi religiosi nei programmi delle singole associazioni.

## Organizzazione e Diffusione
La CES comprendeva ad Aprile 2008 le seguenti associazioni:
- Belgio - Europe et Scoutisme
- Germania - Bund Europäischer Pfadfinder (BEP, fondata nel 1952)
- Italia - A.S.C.I. - Esploratori d'Italia (cosiddetta "Nuova ASCI")
- Paesi Bassi - FSE Federatie Scouting Europa Nederland
- Regno Unito - FSE European Scout Federation (British Association)

## Organizzazioni non più aderenti
- Italia - Federazione del Movimento Scout Italiano (FederScout, fondata nel 1986) che ha deciso di aderire alla WFIS lasciando la CES nel Gennaio 2008;
- Spagna - Confederación Española de Federaciones y Asociaciones Scouts. Questa confederazione non esiste più e comprendeva le due Associazioni che seguono che comunque non aderiscono più alla CES:
  - Spagna/nazionale - Federación de Asociaciones Scouts Baden-Powell (SBP)
  - Spagna/Andalusia - Asociación de Guías y Scouts ASA - Andalucía (ASA)
- Spagna - Organización Juvenil Española (OJE). Questa organizzazione non ha mai fatto parte a pieno titolo della CES non essendo una Associazione Scout ma un raggruppamento politico. Per queste ragioni fu definitivamente allontanata dalla CES nel 2003.

## Organizzazioni non più esistenti
- Francia - Fédération Française de Scoutisme (FFDS, fondata nel 1970) che comprendeva a sua volta:
  - Francia/Alsazia - Fédération du Scoutisme Européen Alsace (FSE Alsace, che potrebbe ancora esistere svolgendo però le attività in Germania vicino a Mannheim)
  - Francia/Piccardia - Guides et Scouts St Bernard
  - Francia/Piccardia - Scouts de la Forêt de Brocéliande
  - Francia/Champagne-Ardenne - Scouts Libres Européens